# Kontoauszug
Ein Kontoauszug ist ein Schriftstück, auf dem alle Umsätze eines Bankkontos einschließlich eines sich hieraus ergebenden Saldos ersichtlich sind. Eine spezielle Variante ist der elektronische Kontoauszug, bei dem die Kontoauszugsdaten, beispielsweise beim Online Banking, in Dateiform bereitgestellt werden.

## Rechtsgrundlagen
Die Informationspflicht der Kreditinstitute leitet sich aus Artikel 248 § 8 EGBGB ab, wonach das Kreditinstitut dem Kontoinhaber nach Ausführung eines einzelnen Zahlungsvorgangs die Informationsdetails unverzüglich mitzuteilen hat. Danach müssen die Kreditinstitute insbesondere im Giroverhältnis Rechnung legen und dem Bankkunden durch die Erteilung von Kontoauszügen eine Kontrolle über die getroffenen Verfügungen ermöglichen und ihm eine Übersicht über den Kontostand erleichtern. Abweichend von Artikel 248 § 8 EGBGB kann die Information über die Kontoumsätze auch monatlich erfolgen (Artikel 248 § 10 EGBGB). Dies gilt gleichermaßen für Darlehens- oder Depotkonten. Neben der Erteilung von Umsatzinformationen durch einen Kontoauszug besteht zwischen dem Zahlungsdienstleister und dem Zahler regelmäßig die Vereinbarung einer Kontokorrentabrede (§ 355 HGB). Danach wird in den vereinbarten Zeitabständen seitens des Zahlungsdienstleisters ein Rechnungsabschluss zum Quartalsende gefertigt und an den Kontoinhaber übermittelt. Mit der Annahmeerklärung des Kunden – die regelmäßig stillschweigend erfolgt – kommt ein Saldoanerkenntnis zustande.
Der Inhaber eines Girokontos hat gegen das kontoführende Kreditinstitut über die Informationspflichten der Kontobewegungen hinaus einen erweiterten Auskunftsanspruch gemäß §§ 675, § 666 BGB, mithin auch für Vorgänge, über die das Kreditinstitut den Kunden bereits unterrichtet hat, soweit sie zur Überprüfung der Richtigkeit einzelner Buchungen erforderlich sind. Allerdings ist der Auskunftsanspruch des Bankkunden vom BGH auch begrenzt worden. Danach kann der Kunde keine rechtsmissbräuchliche, umfassende Rechnungslegung im Sinne einer erneuten erschöpfenden Darstellung sämtlicher Kontobewegungen verlangen.

Beispiel eines üblichen Kontoauszuges

## Arten der Kontoauszüge
Kontokorrentrechtlich ist zwischen dem Tagesauszug und dem Rechnungsabschluss zu unterscheiden. Innerhalb der AGB wird ausdrücklich zwischen Rechnungsabschlüssen und sonstigen Kontoauszügen unterschieden.
Kontoauszüge sind auch von der Jahressteuerbescheinigung abzugrenzen, die Geldinstitute ihren Kunden auf Antrag kostenlos ausstellen (§ 45a Absatz 2 und 3 EStG) und in denen Erträge aus dem abgelaufenen Jahr sowie die darauf möglicherweise abgeführte Steuer und Abzüge für den Solidaritätszuschlag aufgeführt sind.

### Tagesauszug
Der Tagesauszug ist eine informatorische Zwischenabrechnung, die im Rahmen der Kontokorrentabrede den aktuellen umsatzbedingten Zwischenstand eines Kontos anzeigt. Der hierin enthaltene Tagessaldo ist als Postensaldo einzuordnen, der zur Erleichterung des Überblicks und der Zinsberechnung ermittelt wird. Kontoauszüge können in dieser Form täglich, wöchentlich, monatlich oder bei Bewegung erstellt werden. Sie enthalten den Anfangssaldo, die Kontoumsätze und den Endsaldo für den entsprechenden Zeitraum. Dabei hat sich lediglich die Form der Auszüge geändert. Anstatt der postalisch zugesandten Papierform bieten die meisten Kreditinstitute heute die Tagesauszüge im Online-Banking oder an Kontoauszugsdruckern an. Mit der Erteilung eines Kontoauszuges wird eine novatorische Saldierung im Rechtssinne vorgenommen. Dies ergibt sich insbesondere daraus, dass der Tagesauszug keine Abrechnung über Spesen und Zinsen enthält. Ruft der Kunde jedoch keinen Tagesauszug in dieser Form in einem Quartal ab, wird ihm ein kostenpflichtiger postalischer Rechnungsabschluss zum Quartalsende übersandt.

### Rechnungsabschluss
In Nr. 7 Abs. 1 AGB-Banken wird ein Rechnungsabschluss zum Ende eines Kalenderquartals vereinbart. Erst zu diesem Zeitpunkt werden die beiderseitigen Ansprüche miteinander verrechnet. Im Rechnungsabschluss werden neben den üblichen Kontoumsätzen auch die Zinsen, Gebühren und Kosten des vergangenen Quartals verrechnet. Bankkunden haben gemäß Nr. 7 Abs. 2 Nr. 4 AGB-Banken und Nr. 7 Abs. 3 Nr. 5 AGB-Sparkassen eine 4- bzw. 6-Wochenfrist zur Erhebung von Einwendungen gegen den Rechnungsabschluss. Diese Frist ist jedoch keine uneingeschränkt wirkende Ausschlussfrist. So kann der Kontoinhaber einer Belastungsbuchung aufgrund einer Einzugsermächtigungs-Lastschrift zeitlich unbegrenzt widersprechen. Eine Genehmigung kann nicht in dem bloßen Schweigen auf einen zugegangenen Tageskontoauszug gesehen werden. In einem bloßen Schweigen auf einen solchen Auszug liegt keine schlüssige rechtsgeschäftliche Erklärung, geschweige denn eine Genehmigung von Kontobelastungen. Die Bestimmung in Nr. 7 Abs. 3 Satz 2 AGB-Sparkassen, wonach Rechnungsabschlüsse als genehmigt gelten, wenn ihnen nicht binnen vier Wochen nach Zugang widersprochen wird, führt zum Abschluss eines Anerkenntnisvertrages. Mit ihm gehen die kontokorrentfähigen beiderseitigen Ansprüche und Leistungen unter, übrig bleibt nur der Anspruch aus dem Saldoanerkenntnis. Diese Wirkung ist nicht zu verwechseln mit einer rechtsgeschäftlichen Genehmigung aller dem Rechnungsabschluss zugrunde liegenden Buchungen. Belastungsbuchungen wie aus Lastschriften, denen keine Forderung der Bank entspricht, werden durch das Schuldanerkenntnis weder rechtmäßig noch ohne Weiteres genehmigt.
Bis zum Rechnungsabschluss haben die Kreditinstitute das Recht, irrtümliche Gutschriften zu stornieren.

## Inhalt
Kreditinstitute benutzen überwiegend für Umsätze und Salden die Bezeichnung Soll und Haben an Stelle von Gutschrift oder Belastung. Soll bedeutet für einen Kunden eine Belastung, Haben eine Gutschrift. Ein Kontostand im Soll (Sollsaldo) bedeutet eine Überziehung des Kontos (siehe dazu Dispositionskredit bzw. Kontokorrentkredit), ein Kontostand im Haben entsprechend einen Habensaldo. Bei eingereichten Schecks, Wechseln, Lastschriften oder sonstigen Inkassopapieren erfolgt deren Gutschrift üblicherweise mit dem Vermerk Eingang vorbehalten (E. v.). Hierbei behalten sich die Kreditinstitute die jederzeitige Rückbelastung der gutgeschriebenen Beträge für den Fall vor, dass die Papiere von ihrem Schuldner nicht eingelöst wurden. E. v. gutgeschriebene Beträge werden erst durch Einlösung beim Schuldner der Inkassopapiere zum Bestandteil des Saldos. Schecks und Lastschriften gelten als eingelöst, wenn die Belastungsbuchung nicht spätestens am zweiten Bankarbeitstag nach ihrer Vornahme rückgängig gemacht worden ist.
Im Einzelnen enthält der Kontoauszug den Namen des Kontoinhabers (evtl. auch dessen Adresse, Kontoanschrift genannt), Kontonummer und Bankleitzahl (in der Schweiz Bankclearing-Nummer), unter Umständen auch Bank Identifier Code (BIC), Kontonummer bzw. Internationale Bankkontonummer (IBAN), Datum der Auszugserstellung und Auszugsnummer, Name des Kreditinstituts, Anfangs- und Endsaldo für den entsprechenden Zeitraum, einzelne Buchungsposten mit Buchungsdatum, Wertstellung, Verwendungszweck und Betrag (aufgeteilt nach Soll- oder Habenumsatz). Auf der Rückseite finden sich in der Regel allgemeine Hinweise zum Kontoauszug und den Buchungen.
Kontoauszüge sind irreführend, wenn der Kontosaldo auch nicht „wertgestellte“ Beträge enthält, über die bis zur Wertstellung noch nicht ohne Belastung mit Sollzinsen verfügt werden kann, selbst wenn die Einzelumsätze die unterschiedlichen Wertstellungen anzeigen. Dem Kunden muss deshalb die Möglichkeit eingeräumt werden, die unterschiedliche Zinswirkung im Saldo zu erkennen.

## Beantragung von Sozialleistungen
Dem Antragsteller obliegt bei der Beantragung von Sozialleistungen eine
Mitwirkungspflicht. Daher ist es zulässig, von Antragstellern bei einem Erstantrag bzw. Folgeantrag auf Gewährung von Arbeitslosengeld II zu verlangen, Kontoauszüge der letzten drei Monate aufgrund § 60 Abs. 1 SGB I vorzulegen, damit konkrete Fragen zu der Einkommens- und Vermögenssituation der Hilfesuchenden geklärt werden können. Nach weit verbreiteter Meinung ist nach einem Urteil des Bundessozialgerichtes die Anforderung auf 3 Monate beschränkt. Tatsächlich hatte das Gericht aber nur über einen Fall zu entscheiden, in dem es nur um 3 Monate ging. In dem Urteil wird betont, dass die Anforderung für längere Zeiträume nicht Gegenstand des Verfahrens war. Das Bundessozialgericht hat aber auch festgelegt, dass bei Erstantrag und Weiterbewilligung der Nachweis nicht unverhältnismäßig ist. Somit ist es jedem Hilfesuchenden, der Arbeitslosengeld II bezieht, zuzumuten, entsprechende Kontoauszüge vorzulegen. Eine Weigerung der Vorlage von Kontoauszügen führt zu ALG-II-Leistungskürzungen oder Leistungsverweigerung, weil der Mitwirkungspflicht § 66 Abs. 1 Satz 1 SGB I nicht nachgekommen wurde. Hierbei handelt es sich jedoch nicht um klare gesetzliche Vorgaben, ob und in welchem Umfang der Leistungsträger bei der Beantragung von Sozialleistungen die Vorlage von Kontoauszügen verlangen darf.

### Schwärzung einzelner Buchungen
Bei kleineren Geldausgaben bis 50 Euro und Bezeichnung der Organisation, wobei jedoch der Text wie „Mitgliedsbeitrag“ oder „Spende“ lesbar bleiben muss, kann in der Regel der aufgeführte Text geschwärzt werden.

## Prüfung der Kontoauszüge
Grundsätzlich sind zwar die Kreditinstitute zur Erteilung richtiger Auskünfte verpflichtet, jedoch besteht in Anbetracht der Masse der Buchungen im bargeldlosen Zahlungsverkehr eine Verpflichtung des Kunden, die Bank bei der Erfüllung ihrer Pflichten zu unterstützen und den Kontoauszug auf seine Richtigkeit und Vollständigkeit hin zu überprüfen. Erhebt der Kunde keine Einwendungen gegen den Tagesauszug, kann daraus nicht gefolgert werden, dass er die von der Bank ausgeführten Geschäfte genehmigt. Vielmehr ist darin die rein tatsächliche Erklärung zu sehen, dass der Kunde gegen die Buchung nichts einzuwenden hat. Dies stellt lediglich ein Beweismittel in einem etwaigen späteren Prozess dar. Der Kunde macht sich jedoch unter Umständen wegen seiner fahrlässig mangelhaften Kontrolle aus positiver Vertragsverletzung schadensersatzpflichtig. Wird der Kontokorrentverkehr nach Rechnungsabschluss ohne Weiteres fortgesetzt, liegt hierin ein konkludentes Anerkenntnis seitens des Kontoinhabers.
Eine genaue inhaltliche Prüfung der Tagesauszüge und Rechnungsabschlüsse ermöglicht dem Kunden, einzelnen Buchungen zu widersprechen. Das ist zeitlich nicht unbegrenzt möglich. Nach den AGB hat der Kontoinhaber nur sechs Wochen nach Zugang des Rechnungsabschlusses Zeit, der Belastung von Lastschriften durch Einzugsermächtigung schriftlich zu widerrufen (siehe auch: Widerspruchsfrist nach Rechnungsabschluss bei Bankkonten). Die Information über eine solche Lastschrift erhält er auf dem Kontoauszug. Diese Wirkung ist nicht zu verwechseln mit einer rechtsgeschäftlichen Genehmigung aller dem Rechnungsabschluss zugrunde liegenden Buchungen. Belastungsbuchungen wie aus Lastschriften, denen keine Forderung der Zahlstelle entspricht, werden durch das Schuldanerkenntnis weder rechtmäßig noch ohne Weiteres genehmigt. Selbst wenn der Zahlungspflichtige über mehrere Monate die Belastungsbuchungen nicht beanstandet hat, liegt hierin keine konkludente Genehmigung.

## Saldoanerkenntnis
Das Saldoanerkenntnis ist ein Rechtsgeschäft, bei dem eine Partei am Ende einer Periode die Verrechnung durchführt (die Forderungen werden saldiert) und den ermittelten Saldo zur Annahme anbietet. Nach heute herrschender Auffassung ist das Saldoanerkenntnis ein abstraktes Schuldanerkenntnis im Sinne von § 781 BGB. Die turnusmäßige Mitteilung des Saldos stellt zugleich einen Antrag auf Abschluss eines abstrakten Schuldanerkenntnisvertrages über den mitgeteilten Saldo dar. Dieser Antrag wird von der anderen Vertragspartei durch die Erklärung der Anerkennung des Saldos angenommen. Da das Saldoanerkenntnis gemäß §§§ 780 BGB, § 350 HGB nicht formgebunden ist, kann die Zustimmung auch konkludent erfolgen. Die Rechtsprechung akzeptiert als konkludentes Anerkenntnis etwa die Fortsetzung des Kontokorrentverkehrs nach Rechnungsabschluss oder die Verfügung über das Guthaben.
Mit Abschluss dieses neuen Vertrages erlöschen die bisher bestehenden Forderungen im Wege der Novation, und an ihre Stelle tritt der abstrakte Saldoanspruch, welcher aufgrund ausdrücklicher Anordnung des § 355 Abs. 1 HGB verzinslich ist. Er ist sowohl abtretbar, verpfändbar als auch pfändbar.

## Aufbewahrungspflicht
Die Aufbewahrungspflicht ist Teil der steuerlichen und handelsrechtlichen Buchführungs- und Aufzeichnungspflichten. Handelsrechtlich gilt § 257 HGB, steuerrechtlich § 147 AO. Folglich ist derjenige, der nach Steuer- oder Handelsrecht zum Führen von Büchern und Aufzeichnungen verpflichtet ist, auch verpflichtet, Kontoauszüge aufzubewahren.
Eine allgemein gesetzlich vorgeschriebene Aufbewahrungspflicht von Kontoauszügen gibt es für Privatpersonen nicht. Bankbelege wie Scheckeinreichungen, Überweisungen, Lastschriften und Kontoauszüge dienen jedoch als Zahlungsnachweise. Seit dem 1. Januar 2002 können Belege für regelmäßige Zahlungen, die über einen längeren Zeitraum getätigt werden (z. B. Miete), noch vier Jahre als Beweis herangezogen werden. Bei einmaligen Zahlungen gilt eine Frist von zwei Jahren. Fehlt nach Ablauf dieser Fristen dennoch ein Beleg, kann dieser bei der Bank angefordert werden. Allerdings brauchen die Kreditinstitute entsprechende Unterlagen nur zehn Jahre zu archivieren (§ 257 HGB).
Privatleute haben seit dem 31. Juli 2004 eine zweijährige Aufbewahrungspflicht zu beachten, wenn sie Auftraggeber von Handwerkerleistungen im Zusammenhang mit selbst genutztem Wohneigentum oder zu eigenen Wohnzwecken angemieteten Immobilien nach § 14b Abs. 1 Satz 5 UStG sind. Dann trifft sie die Pflicht, Rechnungen, Zahlungsbelege oder andere beweiskräftige Unterlagen zwei Jahre lang aufzubewahren, sofern es sich um eine gewerbliche Tätigkeit handelt (siehe auch: Aufbewahrungspflicht für Privatpersonen). Vermieter unterliegen einer zehnjährigen Aufbewahrungsfrist.
Die gesetzlichen Verjährungsvorschriften (§§ 194 ff. BGB) können zwar nicht unmittelbar als Normen für die Aufbewahrungsfristen privater Unterlagen herangezogen werden. Vielmehr sind die Unterlagen aus Gründen der Beweiserleichterung und Beweisführung allgemein so lange aufzubewahren, wie die Gefahr besteht, dass Ansprüche aus dem Rechtsverhältnis geltend gemacht werden können. Um jedoch bei Alltagsgeschäften später leichter Beweis über Zahlungsgrund, Betragshöhe oder Zahlungszeitpunkt führen zu können, sollten Kontoauszüge drei Jahre lang aufbewahrt werden, weil nach Ablauf dieses Zeitraumes Alltagsgeschäfte in der Regel verjährt sind und niemand mehr durchsetzbare Ansprüche geltend machen kann.

## Gerichtsurteile

### Unaufgeforderte Zusendung („Zwangskontoauszug“)
Das Landgericht Frankfurt/Main untersagte die Gebührenforderung einer Bank, die Belastung von Gebühren in Höhe 1,94 Euro für die Zustellung der so genannten Zwangskontoauszüge vorzunehmen. Laut Verbraucherzentrale (vzbv) hat das Urteil jedoch keine unmittelbare Auswirkung auf Kunden anderer Banken.

### Kosten für alte Kontoauszüge
Der Bundesgerichtshof (BGH) entschied im Dezember 2013, dass die Commerzbank keine Gebühr in Höhe von 15 Euro für Kontoauszüge erheben darf, die nicht älter als sechs Monate sind. Der Verbraucherzentrale Bundesverband hatte gegen die Commerzbank geklagt, da die Gebühr aus seiner Sicht unzulässig hoch sind. Die tatsächlichen Kosten für diese Leistung liegen deutlich niedriger.